# DDoS缓解
DDoS缓解是一组技术或工具，用于来抵抗或降低分布式拒绝服务（DDoS）攻击对受保护服务器的影响。DDoS攻击可以使目标服务器性能降低甚至完全不可用（哪怕只在短期内不可用），从而对企业和组织构成持续威胁。
DDoS缓解的第一步是通过定义“流量模式”来识别网络流量的正常情况，这是威胁检测和警报所必需的。DDoS缓解还需要识别传入流量，以将真实人类产生的流量与机器人（如爬虫）产生的流量，以及被劫持Web浏览器的流量区分开。该过程通过比较签名和检查流量的不同属性来完成，包括IP地址、Cookie变体、HTTP头字段和JavaScript足迹。